# Daniel Gómez (schermidore)
Daniel Gómez Tanamachi (Città del Messico, 6 maggio 1990) è uno schermidore messicano.

## Biografia
Ha rappresentato il Messico ai Giochi olimpici estivi di Londra 2012, dove è stato sconfitto al secondo turno nel torneo del fioretto maschile. Ha partecipato alle Olimpiadi estive del Rio de Janeiro 2016 in cui è stato nuovamente eliminato al secondo turno.
È stato campione dei Giochi centramericani e caraibici. È anche l'unico schermidore messicano nella storia a vincere due edizioni consecutive, Mayagüez 2010 e Veracruz 2014.
È stato convocato ai Giochi panamericani di Guadalajara 2011 nel fioretto individuale e a squadre, senza riusicre a salire sul podio. Ha vinto due medaglie ai Giochi panamericani di Toronto 2015: ha raggiunto il 3º posto nella competizione del fioretto individuale e il 3º posto nella competizione del fioretto a squadre.

## Palmares
- Giochi panamericani

Toronto 2015: bronzo nel fioretto individuale; bronzo nel fioretto a squadre;
- Giochi centramericani e caraibici

Mayagüez 2010: oro nel fioretto; argento nel fioretto a squadre;
Veracruz 2014: oro nel fioretto; argento nel fioretto a squadre;